# Rys (lingvistika)
Rys, neboli příznak, je rozhodující vlastnost, pomocí které lze klasifikovat konstrukty systému.  V lingvistice se tento pojem ujal nejprve ve fonologii. 
Fonologický rys je vlastností zvukového segmentu, hlásky. Nikolaj Sergejevič Trubeckoj v díle Grundzüge der Phonologie používá rysy pro popis opozic mezi fonémy. Např. opozici mezi fonémy „/b/“ a „/m/“ tvoří rys nazálnosti, který je přítomen u „/m/“ a nepřítomen u „/b/“. Fonologický rys je distinktivní vlastností daného fonému. Jeho hlavním úkolem je odlišit daný foném ode všech ostatních fonémů v systému daného jazyka. Další funkcí fonologického rysu je poskytnout návod, jak daný foném vyslovit. Proto by měl foném mít vztah k fonetické realizaci. Každý foném lze považovat za složený z konečného počtu rysů. Jinými slovy, fonémy jsou „balíčky distinktivních rysů“. 
Noam Chomsky a Morris Halle v knize Sound Pattern of English (1968) převzali důsledný binarismus ( tj. každý rys může mít pro daný segment maximálně dvě hodnoty: + a - ), který navrhl Roman Jakobson a přizpůsobili inventář distinktivních rysů tak, aby mohl fungovat v přepisovacích pravidlech, kterými se zápis z abstraktní morfosyntaktické roviny převádí do konkrétní fonetické podoby. Např. předložková fráze /k kostelu/ má fonetickou podobu [kekostelu] podle pravidla, které vkládá [e] mezi stejné souhlásky ve fonetickém slově s jedním přízvukem. 
Podle autorů SPE mají hodnoty distinktivních rysů definovat přirozené třídy hlásek. Přirozená třída je množina všech hlásek v daném jazyce, které sdílejí určitou hodnotu daného rysu. Např. rys zapsaný jako [+ znělost] definuje početnou třídu všech neznělých hlásek. Sem patří /p/, /t/, /k/, /s/, /f/ atd. V dalším vývoji fonologie byly navrženy jiné inventáře rysů. Některé rysy, např. [slabičnost], [přízvuk] , byly nahrazeny strukturou. Geometrická teorie rysů vedla k tomu, že přirozené třídy jsou reprezentovány nejen rysy samotnými ale i svou vzájemnou hierarchií. 
Teorie rysů byla transplantována z fonologie i do jiných lingvistických oblastí. Analogicky je možno chápat flektivní tvary slov jako balíčky morfosyntaktických rysů. Tak můžeme např. srovnávat dva tvary morfologické flexe lišící se jediným rysem: „šel jsem“ versus „šel bych“.
Morfosyntaktické rysy zahrnují lexikální rysy ±N a ±V, které možnými kombinacemi svých hodnot tvoří čtyři základní slovní druhy (substantivum = [+N,-V]; sloveso = [-N,+V]; přídavné jméno = [+N,+V]; předložka = [-N,-V]). Gramatické rysy v úzkém slova smyslu jsou rysy figurující u podstatných jmen [osoba], [číslo] a [rod], nebo rysy spojené s přídavnými jmény [komparativ] [superlativ]. Početné jsou rysy spojené se slovesy jako jsou čas, způsob, slovesný rod: 
[ ± minulost], [ ± kondicionál], [± pasívum]. Jako součást své teorie vázání N. Chomsky (1981) navrhl dva rysy, kterými se modeluje vázání výrazů [± anaphoric] a [ ± pronominal]. 
Rozeznáváme inherentní a selektivní gramatické rysy. Inherentní rysy se vyskytují jako součást lexikálních výrazů (slov) a jako takové je vybíráme spolu se slovy přímo ze slovníku. Např. české slovo „nůžky“ má inherentní gramatický rys [+ plurál], který nelze změnit. Selektivní rysy přistupují k lexikálnímu výrazu až ve větě podle řídícího výrazu (gramatická shoda) nebo podle funkční kategorie dominující daný lexikální výraz. Řídící členy gramatických kategorií (např. ČAS) lze opět chápat jako balíčky gramatických rysů.
Používání sémantických rysů, tzv. semů, v oblasti jazykového obsahu (významu) navrhl Louis Hjelmslev v knize Prolegomena to a Theory of Language. Analýza na sémantické rysy je známa v lingvistice jako komponenční analýza. Hjelmslev ve svém hlavním díle (kapitola 14, Varianty a invarianty) analyzuje význam „hřebec“ jako složený z rysů [+ kůň] a [+ samec] a vyjadřuje přesvědčení, že podobným způsobem lze analyzovat všechny jazykové významy. Tato naděje zůstala zatím nesplněná.

## Odkladiště
Pojem „rys“ (recesivní nebo dominantní) používají genetikové pro popis genotypu.